# Mephibosheth
מְפִיבֹשֶׁת
Mephibosheth (מְפִיבֹשֶׁת, Məp̄îḇṓšeṯ, Mefivoshet) ou Merib-baal (מְרִיב־בַּעַל, Mərîḇ-Báʻal, Meriv-Ba'al) est un personnage de l'Ancien Testament. Il est le fils de Jonathan et le petit-fils du roi Saül.

## Présentation
Mephibosheth est âgé de cinq ans lorsque son père Jonathan et son grand-père, le roi Saül, trouvent la mort à la bataille du mont Guilboa. En apprenant la nouvelle, sa nourrice prend la fuite et dans sa précipitation, laisse tomber l'enfant par terre. Ce dernier en restera boiteux. L'enfant est transporté au pays de Galaad, à Lodebar, où il trouve refuge chez Machir (fils d'Ammiel), qui assure son éducation.
Quelques années plus tard, alors qu'il a soumis ses adversaires, le roi David rappelle à lui tous les membres de la famille de Saül, et apprend que Mephibosheth vit chez Machir. Il envoie des messagers pour ramener Mephibosheth et son jeune fils Micah à Jérusalem, où ils vont vivre désormais.
Quand David, menacé, doit prendre la fuite, Tsiba, le serviteur de Mephibosheth, lui apprend que Mephibosheth convoite le trône. En récompense, Tsiba se voit décerner les biens de Mephibosheth. Mais Mephibosheth avoue plus tard à David qu'il lui est toujours resté loyal et la dénonciation de son serviteur était calomnieuse. David ordonne alors que les biens soient partagés entre eux deux. Mephibosheth renonce à sa part et la laisse à Tsiba, en ajoutant que ce qui compte pour lui, c'est que David soit sain et sauf. Par la suite, tout ce que l'on sait de Mephibosheth, c'est qu'il est protégé par David.